# Моримон (аббатство)

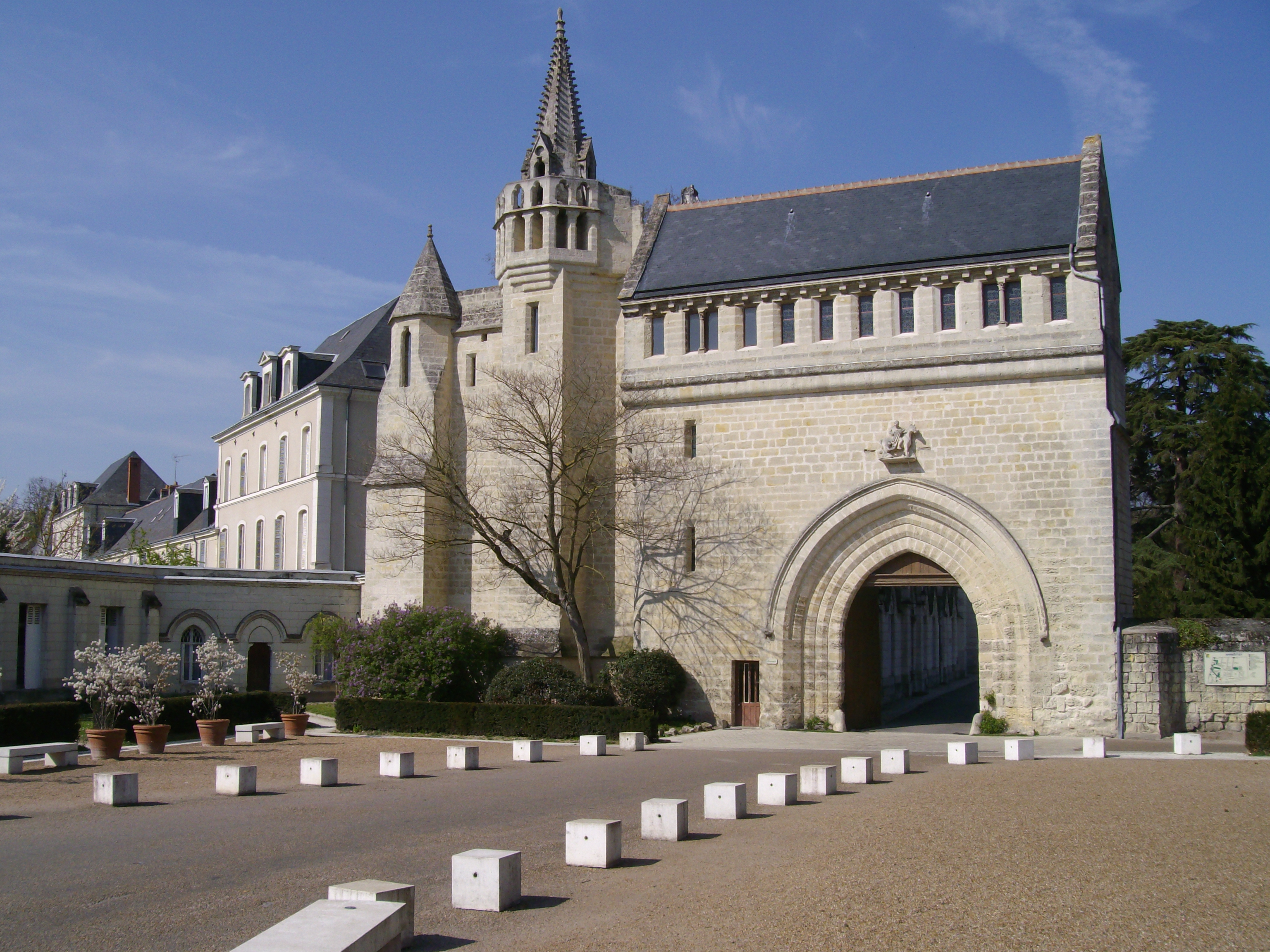
Моримонское аббатство

Аббатство Моримо́н — католический монастырь ордена цистерцианцев, расположенный во Френуа-ан-Бассиньи (Fresnoy-en-Bassigny) во французском регионе Шампань-Арденны. Моримон — одно из пяти аббатств, наряду с Сито (1098), Лаферте (1113), Понтиньи (1114) и Клерво (1115), игравших центральную роль в жизни цистерцианского ордена. Настоятели этих монастырей составляли коллегию, управлявшую делами ордена под непосредственным надзором со стороны Папы.
Имя Моримон происходит от лат. mori mundo — «умереть для мира», иллюстрируя идеал ухода от мирской жизни цистерцианских монахов.

## История
Моримон был основан в 1115 году графом Одольриком или Ульриком д’Эгремоном (Ulric d' Aigremont) и его женой Аделиной де Шуазель. Первые монахи и первый настоятель Арнольд переселились из монастыря Сито. Моримон развивался быстро, монахи аббатства основывали новые цистерцианские обители во Франции, Германии, Польше, Чехии, Испании, и Кипре.
Среди наиболее известных дочерних монастырей — следующие аббатства:
- Монастырь Эбрах в Германии (1126)
- Хайлигенкройц в Австрии (1134)
- Аббатство Notre-Dame Aiguebelle во Франции (1137)
- Эскаладьё во французских Пиренеях (1140)
- Аббатство Sedlec (1142)
- Bellevaux в епархии Безансона (1199)

Моримон продолжал принимать активное участие в основании новых цистерцианских монастырей примерно в течение двух веков, так что в конце XVIII века дерево монастырей, ведущих начало от Моримона, насчитывало более семисот мужских и женских обителей.
Папские буллы разных периодов поручили духовному надзору цистерцианцев Моримона некоторые рыцарские ордена:
- Орден Калатравы (1187),
- Орден Алькантара (1214),
- Орден Христа в Португалии (1319),
- Орден Святых Маврикия и Лазаря в Савойе.

Среди знаменитых настоятелей аббатства, — блаженный Оттон Фрейзингский, сына маркграфа Леопольда III. Папа Бенедикт XII, третий папа Авиньона, начал свою карьеру в Моримоне.

## Архитектура
Церковь аббатства имеет в плане латинский крест, построена в соответствии с эстетикой цистерцианцев — с строгом стиле, без украшений. В 1572 году, во время религиозных войн, затем снова в 1636 году во время Тридцатилетней войны Моримон был разрушен. Аббатство было полностью опустошено и ликвидировано во время французской революции. Сохранилась только церковь, но и она пришла в запустение в XIX веке. От средневековой церкви до наших дней дошёл только фрагмент северного крыла.
Часовня святой Урсулы датируется XV веком, в то время как ворота, библиотека и несколько павильонов относятся к XVIII веку. Сохранились также остатки гидротехнических построек, нужных для работы кузницы и мельницы аббатства.